# 岡山県警察

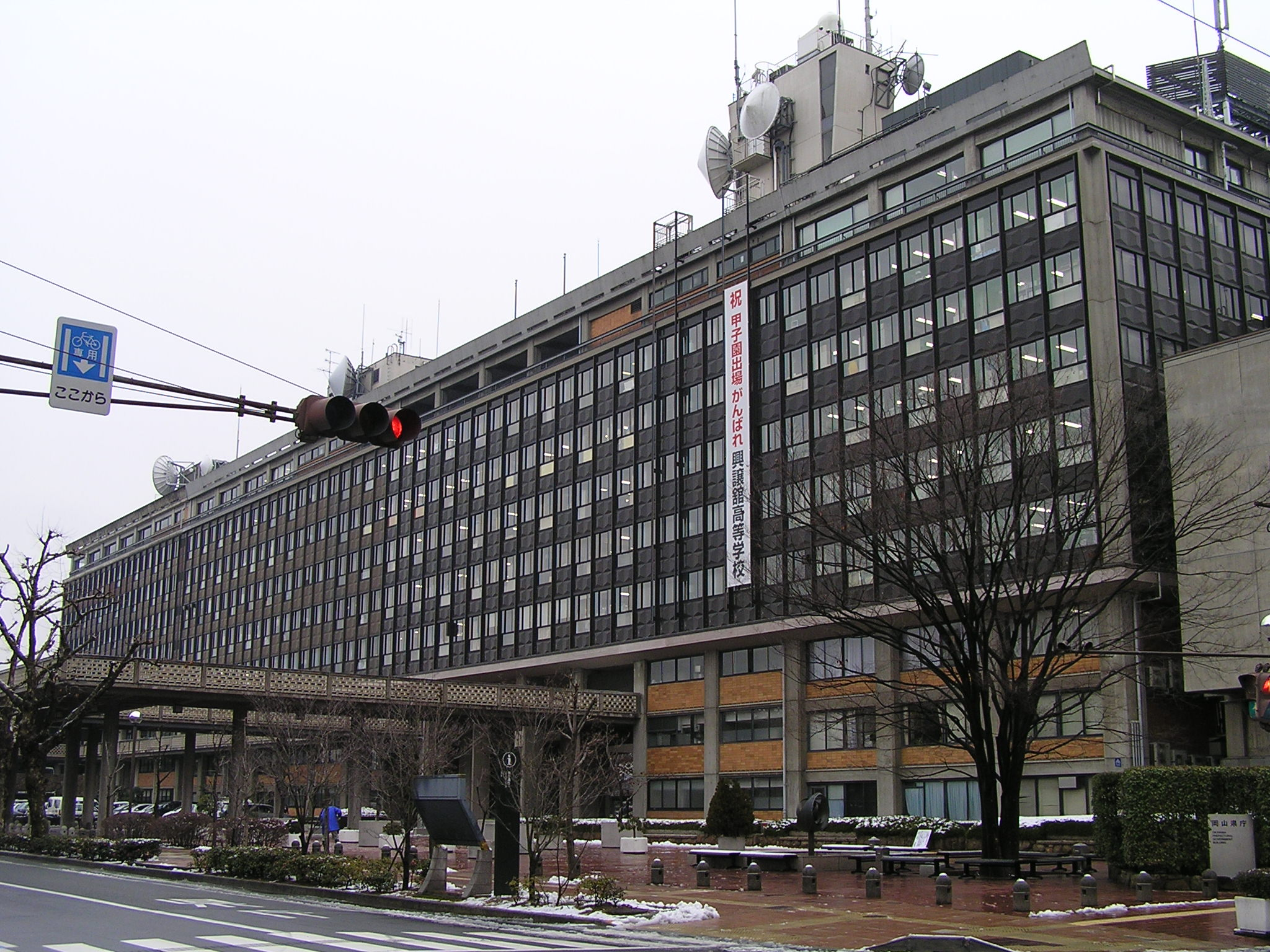
2020年9月30日まで使用された本部庁舎

岡山県警察（おかやまけんけいさつ、英語：Okayama Prefectural Police）は、岡山県に置かれる警察組織である。岡山県内を管轄区域とし岡山県警と略される。

## 概要
警察法の規定により岡山県知事の所轄の下に置かれる岡山県公安委員会の管理に服し、警察庁中国四国管区警察局の管轄区域であり、本部長の階級は警視監である。なお、地方警務官以外の警察官などの給与支払者は岡山県知事である。

## 所在地
- 岡山市北区内山下二丁目4番6号

## 沿革
- 1954年7月1日 - 警察法施行により岡山県警察発足。
- 1955年5月1日 - 警務部に監察官室を新設。
- 1958年11月1日 - 刑事部に捜査第二課を新設。捜査課は捜査第一課に改称。
- 1960年11月1日 - 警備部に警ら課を新設。警ら交通課を交通課に改称。
- 1961年6月1日 - 特別警備隊を機動隊に改称。
- 1964年4月1日 - 交通部を新設。警備部交通課を移管し交通第一課・交通第二課に改組。警備部警ら課を外勤課に改称。
- 2020年6月 - 岡山県庁の南側に新警察本部庁舎が竣工し、10月から業務を開始した。
- 2021年7月1日 - 航空隊の所属を地域部地域課から警備部警備課に変更[1]。

## 本部の組織
- 警務部
  - 総務課
    - 公安委員会補佐室
    - 取調べ監督室

  - 県民広報課
    - 広報室
    - 犯罪被害者支援室
    - 情報公開室
    - 音楽隊

  - 警務課
  - 厚生課
    - 健康管理対策室

  - 監察課
  - 教養課
    - 運転指導室

  - 会計課
    - 施設室
    - 監査室

  - 情報管理課
    - 情報システム管理室
    - 照会センター

  - 装備課
  - 留置管理課

- 生活安全部
  - 生活安全企画課
    - 犯罪抑止対策室
    - 許可等事務管理室

  - 人身安全対策課
  - 少年課
    - 健全育成対策室

  - 生活安全捜査課
  - サイバー犯罪対策課
    - サイバー捜査室

- 地域部
  - 地域課
    - 鉄道警察隊

  - 通信指令課
  - 機動警ら隊
    - 岡山方面隊（警察本部いずみ町庁舎内）
    - 倉敷方面隊（倉敷警察署内）

- 刑事部
  - 刑事企画課
    - 刑事指導室
    - 捜査支援室

  - 捜査第一課
  - 捜査第二課
  - 捜査第三課
  - 組織犯罪対策第一課
    - 特殊詐欺事件捜査室

  - 組織犯罪対策第二課
  - 鑑識課
  - 科学捜査研究所
  - 機動捜査隊
    - 岡山方面隊（警察本部伊福町庁舎内）
    - 倉敷方面隊（倉敷警察署内）
    - 北部方面隊（津山警察署内）

- 交通部
  - 交通企画課
  - 交通指導課
    - 交通特別捜査室
    - 交通反則通告センター

  - 交通規制課
    - 交通管制センター

  - 運転免許課
    - 倉敷運転免許更新センター（倉敷警察署内）
    - 津山運転免許更新センター（津山警察署内）

  - 運転管理課
  - 交通機動隊
  - 高速道路交通警察隊
    - 南部方面隊（岡山IC）
    - 北部方面隊（津山IC）

- 警備部
  - 公安課
    - 公安対策室

  - 警備課
    - 警衛警護室
    - 航空隊 （岡南飛行場内）

  - 外事課
  - 機動隊

### 岡山県警察学校
所在地は岡山市北区玉柏2753番地

### 岡山市警察部
岡山市警察部長は地域統括官が兼務
- 庶務課

### 関連施設
- 岡山県運転免許センター
- 鑑識科学センター

## 警察署
警察署数は22。※警察車両のナンバー地名は倉敷・笠岡周辺地域が「倉敷」
、それ以外の地域は「岡山」である。署長を警視正が務める大規模警察署は岡山中央警察署と岡山西警察署。

### 備前
| ※    | 地域 | 警察署名称     | 所在地                    | 管轄区域                                           | 前身         | 備考           |
| ---- | ---- | -------------- | ------------------------- | -------------------------------------------------- | ------------ | -------------- |
| 岡山 | 岡山 | 岡山中央警察署 | 岡山市中区浜1丁目19-39    | 岡山市北区の東部、中区                             | 岡山東警察署 | 管区機動隊配置 |
| 岡山 | 岡山 | 岡山東警察署   | 岡山市東区西大寺中野501-9 | 岡山市東区（西大寺・上道地域）                     | 西大寺警察署 |                |
| 岡山 | 岡山 | 岡山西警察署   | 岡山市北区野殿東町2-10    | 岡山市北区の西部                                   |              | 管区機動隊配置 |
| 岡山 | 岡山 | 岡山南警察署   | 岡山市南区泉田5丁目4-6    | 岡山市北区の南部、南区                             |              | 管区機動隊配置 |
| 岡山 | 岡山 | 岡山北警察署   | 岡山市北区御津草生2090    | 岡山市北区（御津地域・建部地域）、加賀郡吉備中央町 | 御津警察署   |                |
| 岡山 | 岡山 | 赤磐警察署     | 岡山市東区瀬戸町瀬戸166   | 岡山市東区（瀬戸地域）                             | 瀬戸警察署   |                |
| 岡山 | 東備 | 赤磐警察署     | 岡山市東区瀬戸町瀬戸166   | 赤磐市                                             | 瀬戸警察署   |                |
| 岡山 | 東備 | 備前警察署     | 備前市伊部276-1           | 備前市、和気郡和気町                               |              |                |
| 岡山 | 岡山 | 瀬戸内警察署   | 瀬戸内市牛窓町牛窓4780-11 | 瀬戸内市                                           | 牛窓警察署   |                |
| 岡山 | 岡山 | 玉野警察署     | 玉野市宇野1丁目13-1       | 玉野市                                             |              | 警備艇配置     |

### 備中
| ※    | 地域 | 警察署名称 | 所在地                | 管轄区域                       | 前身 | 備考           |
| ---- | ---- | ---------- | --------------------- | ------------------------------ | ---- | -------------- |
| 岡山 | 倉敷 | 倉敷警察署 | 倉敷市大島451-1       | 都窪郡早島町、岡山市北区の一部 |      | 管区機動隊配置 |
| 倉敷 | 倉敷 | 倉敷警察署 | 倉敷市大島451-1       | 倉敷市（倉敷地域）             |      | 管区機動隊配置 |
| 倉敷 | 倉敷 | 児島警察署 | 倉敷市児島駅前4丁目83 | 倉敷市（児島地域）             |      |                |
| 倉敷 | 倉敷 | 水島警察署 | 倉敷市水島南幸町4-1   | 倉敷市（水島地域）             |      |                |
| 倉敷 | 倉敷 | 玉島警察署 | 倉敷市玉島1354        | 倉敷市（玉島・船穂・真備地域） |      |                |
| 倉敷 | 井笠 | 玉島警察署 | 倉敷市玉島1354        | 浅口市、浅口郡里庄町           |      |                |
| 倉敷 | 井笠 | 笠岡警察署 | 笠岡市六番町2-3       | 笠岡市                         |      | 警備艇配置     |
| 倉敷 | 井笠 | 井原警察署 | 井原市西江原町859-1   | 井原市、小田郡矢掛町           |      |                |
| 岡山 | 倉敷 | 総社警察署 | 総社市真壁426-1       | 総社市                         |      |                |
| 岡山 | 高梁 | 高梁警察署 | 高梁市段町1017-1      | 高梁市                         |      |                |
| 岡山 | 新見 | 新見警察署 | 新見市新見389-1       | 新見市                         |      |                |

### 美作
| ※    | 地域 | 警察署名称 | 所在地                   | 管轄区域                                     | 前身       | 備考 |
| ---- | ---- | ---------- | ------------------------ | -------------------------------------------- | ---------- | ---- |
| 岡山 | 津山 | 津山警察署 | 津山市林田77             | 津山市、苫田郡鏡野町                         |            |      |
| 岡山 | 真庭 | 真庭警察署 | 真庭市江川821-1          | 真庭市、真庭郡新庄村                         | 勝山警察署 |      |
| 岡山 | 勝英 | 美作警察署 | 美作市明見333-1          | 美作市、勝田郡勝央町、奈義町、英田郡西粟倉村 | 勝英警察署 |      |
| 岡山 | 津山 | 美咲警察署 | 久米郡美咲町打穴中1082-2 | 久米郡美咲町、久米南町                       | 久米警察署 |      |

### 警察署の再編
- 2004年（平成16年）11月1日
  - 牛窓警察署が「瀬戸内警察署」に改称。

- 2005年（平成17年）
  - 3月7日 瀬戸警察署が「赤磐警察署」に改称。
  - 3月22日 久米警察署が「美咲警察署」に改称。
  - 3月31日 勝山警察署が「真庭警察署」に改称。 勝英警察署が「美作警察署」に改称。

- 2006年（平成18年）4月1日
  - 岡山市南区灘崎地域が玉野警察署から岡山南警察署に移管。
  - 吉備中央町賀陽地域が高梁警察署から御津警察署に移管し、御津警察署が「岡山北警察署」に改称。
  - 倉敷市真備地域が総社警察署から玉島警察署に移管。
  - 井原警察署（美星地域を除く井原市を管轄）と矢掛警察署（小田郡矢掛町と井原市美星地域を管轄）が統合し、矢掛警察署が井原警察署矢掛幹部派出所となる。
  - 津山市勝北地域が美作警察署から津山警察署に移管。
  - 津山市久米地域が美咲警察署から津山警察署に移管。
  - 真庭市北房地域が高梁警察署から真庭警察署に移管。

- 2009年（平成21年）4月1日
  - 岡山東警察署が「岡山中央警察署」に改称。
  - 西大寺警察署が「岡山東警察署」に改称。

- 2010年（平成22年）4月1日
  - 岡山市北区の一部（JR岡山駅周辺地区）が岡山西警察署から岡山中央警察署に移管。
  - 岡山市北区祇園が岡山中央警察署から岡山西警察署に移管。

- 2023年（令和5年）1月4日
  - 井原警察署矢掛幹部派出所を廃止[2]。

## 歴代警察本部長
| 氏名     | 在任期間              | 前職                                                   | 後職                               |
| -------- | --------------------- | ------------------------------------------------------ | ---------------------------------- |
| 福島克臣 | 2004.1.27 - 2006.7.28 | 警察庁警備局公安第一課長                               | 警察庁長官官房審議官（警備局担当） |
| 塩田透   | 2006.7.28 - 2008.8.20 | 関東管区警察局総務部長                                 | 東北管区警察局長                   |
| 江原伸一 | 2008.8.21 - 2010.3.30 | 科学警察研究所総務部長                                 | 地方公務員共済組合連合会監事       |
| 篠原寛   | 2010.3.31 - 2011.7.21 | 警察大学校教務部長兼教授                               | 財務省北陸財務局長                 |
| 原信造   | 2011.7.22 - 2013.8.21 | 国税庁関東信越国税局長                                 | 財務省大臣官房参事官               |
| 小島隆雄 | 2013.8.22 - 2014.8.17 | 警察庁長官官房給与厚生課長                             | 警察共済組合本部事務局長           |
| 齊藤良雄 | 2014.8.18 - 2016.3.24 | 近畿管区警察局総務監察部長                             | 中国管区警察局長                   |
| 西郷正実 | 2016.3.25 - 2018.1.25 | 科学警察研究所副所長                                   | 関東管区警察局長                   |
| 桐原弘毅 | 2018.1.26 - 2020.4.2  | 皇宮警察本部副本部長                                   | 自動車安全運転センター理事         |
| 扇澤昭宏 | 2020.4.3 - 2021.8.30  | 独立行政法人自動車事故対策機構理事                     | 北海道警察本部長                   |
| 檜垣重臣 | 2021.8.30 - 2023.8.7  | 警察大学校副校長兼警察庁長官官房審議官(生活安全局担当) | 警察庁生活安全局長                 |
| 河原雄介 | 2023.8.7 -2025.1.27   | 原子力規制庁長官官房参事官→警察庁長官官房付            | 内閣官房内閣参事官(内閣情報調査室) |
| 工藤陽代 | 2025.1.27 -           | 警察庁警備局警備企画課長                               |                                    |

## マスコットキャラクター
- ももくん
  - 桃太郎をモチーフとして誕生した「ももくん」。1990年2月に登場した岡山県警察のマスコットキャラクターである。
- ももかちゃん
  - 岡山県の花である「桃の花」にちなんで「ももかちゃん」と名付けられる。2009年1月に登場した岡山県警察のマスコットキャラクターである。「ももくん」の妹。

## 全国初の取り組み
岡山県警察では、2019年にあおり運転に関する通報専用のウェブサイト「岡山県 あおり110番 鬼退治ボックス」を同年11月21日に開設した。ドライブレコーダーなどの動画が添付できるものとしては全国初。開設後寄せられた情報を元に、同年11月16日に倉敷市内であおり運転を行ったダンプカーを特定し、同年12月5日に道路交通法違反で初めて摘発した。

## 未解決事件
- 1995年4月 - 倉敷市児島上の町にある民家が全焼、焼け跡から自宅の1階から被害者夫婦（事件当時夫70歳、妻66歳）の遺体が見つかった。夫は腹に包丁が刺さったままの状態で妻も胸などに刺し傷が数ヶ所あり、夫婦共に頭部が無くなっていた[8]。また公訴時効が無い未解決事件では日本最古である。
- 2002年6月3日 - 津山市に住む主婦（当時54歳）が岡山市内で行方不明となっている。しかし、6月23日に重要参考人の元タクシー運転手が自殺し、銀行の監視カメラから指名手配した女性も山中で自殺しているのが発見された[9]。

## 不祥事
- 2004年6月 - 警察内部の不祥事防止や違反者の処分を扱う県警本部監察課の次長がオートバイで出勤途中に38キロ超過の速度違反をし、取り締まりを逃れるために信号を無視したり、進入禁止の通学路を走ったりした末、白バイ3台に追いかけられて停止した。県警は警部を逮捕せず、違反切符を切るだけにとどめた。
- 2005年6月 - 岡山西警察署出入り口付近で護送車が被疑者に奪われ、30分後に逮捕された。
- 2005年6月 - 児島警察署の巡査長が実弾5発の入った拳銃を持ったまま行方不明となり、翌日に奈良県の山中で見つかった。
- 2010年1月 - 真庭警察署管内の駐在所に勤務する巡査部長の長男が、父親である巡査部長の拳銃を使用して自殺した。
- 2010年9月25日 - 笠岡警察署城見交番において、ロッカーに保管されていた鑑識用の道具が盗まれているのが見付かった。同交番は、通常は24時間体制で署員が常駐しているが、この日はたまたま署で行われていた研修に署員全員が参加していたため前日の24日から無人状態となっていた[10]。
- 2011年12月 - 詐欺容疑で逮捕され護送中だった無職の少年（当時18歳）が逃走した。
- 2012年4月 - 生活安全部通信指令課の警部補が、“生意気だから”と暴力団員に指示して部下の女性警察官の私用車に剥離剤を掛け塗装を剥げさせる。両人とも器物損壊容疑で逮捕された。警部補は所轄で組織犯罪対策を担当していたことから暴力団員とは知り合いだったという。さらにこの警部補は、暴力団員の仲介によって自分が捜査権限を持たない交通トラブルについて処理する見返りと称して現金を騙し取ったとして、詐欺容疑で再逮捕された[11]。
- 2012年8月 - 児島警察署刑事第一課に勤務していた50代の男性警部補が99〜00年に担当した19事件の捜査書類を放置。いずれも時効が成立しており、県警は事件の被害者など関係者に謝罪した。適切に事件を処理せずに書類を放置していたとして警部補を処分する方針である。
- 2012年10月20日 - 殺人の容疑で全国に指名手配されていた徳島・淡路父子放火殺人事件の被疑者の遺体が、県警本部近くのマンション一室で発見された。死亡後の検死でも被疑者と気付かず、葬祭業者からの連絡を受け指紋照合を行い判明した。
- 2013年3月26日 - 勝英警察署（現:美作警察署）で勤務していた40歳代の男性警部補（その後別の警察署に異動）が、交通違反切符などを処理せず放置していたことが発覚した。放置していた違反案件のうち、数件は公訴時効となっていた。県警監察課はこの警部補を公文書毀棄罪で捜査対象とした[12]。
- 2013年3月30日 - 機動警ら隊の40歳代の男性警部補が、県警本部のサーバーに不正アクセスし事件の捜査データを無断消去していたことが発覚した。この警部補は同隊の備品を盗んだことも明らかになっており、同僚への嫌がらせのためだったと供述した[13]。
- 2013年6月13日 - 津山市内のスーパーマーケットで育毛剤が万引きされる事件が多発し、店からの被害届で津山署が防犯カメラの映像に似ているとして同市内の70歳代の男性が逮捕されたが男性は一貫して容疑を否認し、同日には男性にアリバイがあったことも明らかとなったため、同署は男性を釈放した。また防犯カメラの映像をさらに解析したところ、別人であることが明らかとなった[14]。
- 2013年6月24日 - 岡山西警察署で総務・会計を担当する副署長が4月、署に届けられた600円相当の腕時計を着服し横領した疑いで書類送検された。副署長は停職3か月の懲戒処分を受け、24日付で依願退職となった。副署長が倉庫から持ち出すのを部下が目撃し、署長に報告して横領が発覚した。
- 2013年8月7日 - 岡山西警察署生活安全課の巡査部長を勤務中に捜査車両内で、後輩の女性警察官の体を無理やり触るなどしたとして強制わいせつの疑いで逮捕した。
- 2014年5月 - 倉敷警察署地域課の男性巡査を窃盗事件の被害届など捜査書類33通を寮の自室に隠したとして、公用文書毀棄容疑で書類送検された。
- 2014年7月 - 笠岡警察署所属の覆面パトカーが6月、逮捕状を請求するため山陽自動車道を時速約140キロで緊急走行し速度超過したとして、県警が道路交通法違反（速度超過）の疑いで交通課の30代の男性巡査長を書類送検していたことが3日、分かった。巡査長は6月27日付で処分したが、内容は明らかにしていない[15]。
- 2015年7月 - 14日午後10時ごろ、岡山市南区新福二丁目の国道交差点で緊急走行中の岡山南警察署のパトカーが同市の男性会社員の乗用車と出合い頭に衝突した[16]。
- 2018年12月10日 - 岡山県警察学校において、凶器所持者を1対1で取り押さえる訓練を実施していたが、その際、被疑者役を演じていた教官の男性警部補が、模造刀を手放した後、本物のサバイバルナイフで訓練生の新人巡査の胸を2度に亘り刺した。巡査は傷が肺に達し数日間入院。当該の警部補は翌2019年3月に、過失致傷容疑で罰金50万円の略式命令を受けたが、県警は2019年7月に報道されるまで事実を公表していなかった[17]。被害に遭った元巡査は、加害者の警部補を逮捕しない県警に対し怒りを感じ、慰謝料などを求めて岡山地方裁判所に提訴している[18]。県が解決金200万円を払い和解した[19]。
- 2020年1月9日 - 機動隊所属の男性巡査長（26歳）が9日夜、岡山市内の飲食店駐車場に止めた私有車内で岡山県内在住の知人女性（20代）の胸などを合意なく触るなどわいせつな行為をしたとして13日、県警は男性巡査長を強制わいせつ容疑で書類送検し、停職（3カ月）の懲戒処分にした。なお、男性巡査長は同日付で依願退職となった。県警は、逮捕しなかった理由を逃走や証拠隠滅の恐れが無かったためとしている[20]。
- 2020年1月 - 31日、総社警察署管内の駐在所の男性巡査部長（35歳）が2019年6月2日～8月20日、パトロールや巡回連絡を怠るなどしており、426時間の勤務時間のうち183時間について怠慢な勤務と判断した。実態のない時間外勤務も申請していたとして減給100分の10（3カ月）の懲戒処分にした。また監督責任で上司2人を所属長注意とした[21]。
- 2020年5月 - 真庭警察署の駐在所に勤務する男性巡査部長（40代）が同署にドメスティックバイオレンスの相談をした女性の自宅を2020年5月下旬の勤務時間外に「飯を持ってきた」と個人的に訪問し、室内で一緒に食事をしていた。後日、女性が知人を介して同署に抗議して発覚した。職務で知り得た情報を悪用した不適切な行為として、県警は男性巡査部長を地方公務員法違反（信用失墜行為）に当たる可能性もあるとして処分を検討している。この男性巡査部長は、実弾が入った拳銃を本来管理するはずの保管庫に入れず、個人ロッカーに放置していたことも判明した[22]。
- 2021年10月 - 10代の少女に性的暴行をしたとして、岡山南署の巡査を強制性交の疑いで逮捕した。逮捕容疑は9月19日未明、県南部の駐車場にとめた車内で、少女が13歳未満であることを知りながら性的暴行を加え、同22日にも県南部のホテルでこの少女に性的暴行をしたとしている。少女が通う学校関係者から県警に連絡があり、発覚。少女のスマートフォンなどから関与が浮上した。
- 2021年7月 - 7月6日から県警のTwitter公式アカウントが凍結され、同月9日に解除されるまで閲覧できない状態になった。岡山県警は凍結直前に「援交」や「パパ活」といったハッシュタグ（検索ワード）を用いて、児童の性犯罪被害抑止の為の啓発を書き込んでおり、この投稿がTwitter社が定めている利用ルールの「児童の性的搾取を助長するアカウントを凍結する」に抵触した可能性があるとしている[23][24]。
- 2023年7月 - 家出中の少女を勤務する駐在所に連れ込んでわいせつな行為をしたとして、県警は12日に児島警察署地域課の男性巡査部長（49）を強制わいせつなどの疑いで逮捕した。発表では、巡査部長は勤務中の3日、倉敷市内の公園にいた少女が家出中と知りながら「駐在所で休もう」と声をかけて宿泊させた上で、4日朝に抱きつくなどした疑い[25][26]。8月2日、岡山地方検察庁は県青少年健全育成条例違反の罪で巡査部長を起訴した[27]。
- 2023年10月 - 岡山南警察署で事件の証拠品として保管されていた320万円が紛失した。県警が署員などへの聞き取りから、男性巡査長の関与が浮上。男性巡査長(30)は「ギャンブルで借金をしていて金をとった」と話している[28]。
- 2023年11月 - 過去に玉島警察署長、生活安全部統括参事官を歴任し中国四国管区警察局へ出向中の50代の男性警視正が不同意性交等罪の容疑で広島県警察に逮捕された。警視正はマッチングアプリを使用し複数の女性と関係を持ったとされる。また被害者に対し自分の身分が警察官であることを明かし、上着の下に着用した階級章付きの制服を女性に見せたうえ「この行為は売春に当たる」と脅迫したうえ「始末書」という名の誓約書を書かせ口外しないよう口止めしたとされる。自宅に連絡先を聞きに来るなどの行為に悩んだ女性が広島県警に相談したことで発覚した。警視正は「捜査の一環であった」と容疑を否認している[29]。
- 2024年1月 - 交通部長を務める50歳代の男性警視正が、前年の2023年に実施された巡査部長昇任試験の出題内容を、部下の警察官に対し漏洩した疑いがあることが判明。問題を漏洩された警察官が県警に相談し、県警はこの交通部長に対し、国家公務員法（守秘義務）違反容疑で事情を聴いている[30]。同月26日、県警は同法違反の疑いで警視正を書類送検した。また、減給6カ月の懲戒処分とし、警視正は同日付で依願退職した。県警監察課によると、警視正は2023年6月から9月ごろ、同じ警察官に性的な言動を繰り返すセクハラもしていたという[31]。3月27日、岡山地検は元警視正を起訴猶予処分とした[32]。